# Petina (Włochy)
Petina – miejscowość i gmina we Włoszech, w regionie Kampania, w prowincji Salerno.
Według danych na rok 2004 gminę zamieszkiwało 1238 osób, 35,4 os./km².